# Клетка для маленьких
«Клетка для маленьких» — четвёртый студийный альбом свердловской рок-группы Ассоциация содействия возвращению заблудшей молодёжи на стезю добродетели (создана в 1986 году в Свердловске Алексеем Могилевским и Николаем Петровым). Альбом записан и выпущен в формате магнитоальбома в 1989 году в Свердловске, в 1991 переиздан в формате винилового LP-альбома Всесоюзной фирмой грамзаписи «Мелодия» (номер по каталогу С60 31447 005). В 1996 ремастирован и переиздан на CD-диске лейблом NP Records (номер по каталогу NP 96046)

## Об альбоме
Друзья! Я рад представить вам группу, познакомиться с которой, я думаю, будет приятно пытливому слушателю. Всякий первый опыт заслуживает одобрения, даже если он далёк от совершенства. Однако диск, который вам предлагается, являясь первой совместной работой, производит сильное впечатление (по крайней мере, на меня) и рождает собственные «ассоциации».
Может быть, оттого, что, судя по всему, мои музыкальные привязанности совпадают с увлечениями авторов диска (это опытный глаз сразу заметит), а их вкус к тому, что и они и я считаем поэзией, очевиден? Может быть, оттого, что музыканты познали сладость успеха у массовой аудитории, хотя и не любят об этом вспоминать? Может быть, оттого, что пир музыки и стиха, новообразной лирики и тщательной аранжировки, серьезной общей идеи и изящного воплощения оной на фоне всеобщей танцевальной чумы рискует остаться узким дружеским застольем, где все мы будем тыкать друг в друга учеными пальцами, говоря комплименты сами себе?
Может быть; но всякий вопрос ходит под руку, в зависимости от потенции, с одним или несколькими ответами, и я предпочитаю скромно остаться в стороне и, избежав конкретики, предложить вам поработать над собой и определить собственный критерий оценки, согласно с которым происходит отделение агнцев от козлищ…
Я не желаю этому диску коммерческого бума, его может и не случиться, я желаю вам, слушателям, добиться с его помощью успеха в борьбе со средствами массовой информации, упорно стремящимися ликвидировать у публики остатки хорошего вкуса.
А. Градский— Аннотация к диску

## Список композиций
Вся музыка и тексты — Алексей Могилевский, кроме «Эпитафия» (музыка Гимна Американских джазовых музыкантов, обработка А. Могилевский).
| №   | Название                                                                    | Текст песни       | Музыка              | Длительность |
| --- | --------------------------------------------------------------------------- | ----------------- | ------------------- | ------------ |
| 1.  | «Эпитафия»                                                                  |                   |                     | 0:37         |
| 2.  | «Чёрный этюд»                                                               |                   |                     | 1:20         |
| 3.  | «Окрылённые слоны»                                                          |                   |                     | 5:41         |
| 4.  | «Честное слово»                                                             |                   |                     | 6:16         |
| 5.  | «Я такой же»                                                                |                   |                     | 4:02         |
| 6.  | «Лесбос»                                                                    |                   |                     | 4:11         |
| 7.  | «Боец ежедневных разлук»                                                    |                   |                     | 3:02         |
| 8.  | «Ко-ко»                                                                     |                   |                     | 4:30         |
| 9.  | «Красивая дочь»                                                             |                   |                     | 5:51         |
| 10. | «День Помпеи (Праздничный марш в честь Международного Женского Дня Помпеи)» |                   |                     | 3:44         |
| 11. | «Следы»                                                                     | Владимир Елизаров | Алексей Могилевский | 3:35         |

## Участники записи
- Алексей Могилевский — вокал, саксофон
- Виктор Комаров — клавишные
- Владимир Назимов — барабаны
- Николай Петров — гитара, вокал
- Вячеслав Двинин — бас
- Владислав Шавкунов — бас

### Технический персонал
- Виктор Зайцев — продюсер записи (1989), продюсер выпуска МС и CD (1996)
- Владимир Елизаров — саунд-продюсер
- Режиссёры записи: Владимир Елизаров, Виктор Алавацкий, Алексей Хоменко
- Запись: студия NP, 1989
- Сведение: студия 8, 1989
- Издание: NP-RECORDS (MC+CD) 1996г.